# Площадь Победы (Смоленск)
Площадь Победы — площадь в Смоленске, относится к Промышленному району города.

## История
Первое своё название площадь получила в честь дороги на реку Молохва (современный Монастырщинский район Смоленской области).
В начале XX века на площади проходили ярмарки и торговые выставки. Через арку рядом с Молоховскими воротами Смоленской крепостной стены пролегла трамвайная ветка (позже трамвай ходил через арку в Молоховских воротах).
После Октябрьской революции Молоховская площадь была переименована в Красноармейскую. В 1932-м году после постройки в юго-западной части площади Дома Печати, в который переехала типография, носившая имя Василия Ивановича Смирнова (названная в честь одного из руководителей установления Советской власти в Смоленской губернии, в прошлом работавшего в одной из типографий города), она была переименована в площадь Смирнова.
Современный вид площадь начала приобретать в 1930-е годы. В 1936 году президиум ВЦИК разрешил Смоленскому Облисполкому сломать обветшавшие участки крепостной стены и находившиеся в северной части площади Молоховские ворота . В северной части площади на углу ул. Большой Советской была построена гостиница «Смоленск». В западной части площади большой дугой построен дом работников НКВД. На южной оконечности площади построено здание показательного универмага Народного комиссариата торговли СССР (ныне ТЦ «Юнона»). В восточной части возведен кинотеатр «Октябрь» (до войны здание так и не было полностью достроено, но всё равно использовалась для проката кинофильмов) В годы немецкой оккупации площадь называлась Комендантской.
В 2010 году, в ознаменование 65-летия Победы в Великой Отечественной войне, площадь Смирнова была переименована в площадь Победы. Тогда же был заложен обелиск Победы, торжественно открытый пять лет спустя.
Начиная с советских времён, площадь Победы является важнейшим транспортным узлом — здесь проходят все городские трамвайные маршруты, множество автобусных маршрутов.

## Историко-культурные объекты
- Здание бывшего магазина «Детский мир», объект культурного наследия регионального уровня. Построен в 1939 году.
- Здание Дома печати (Типография имени В. И. Смирнова).
- Здание кинотеатра «Октябрь». Объект культурного наследия регионального уровня. Строительство было начато ещё до начала Великой Отечественной войны, завершено уже после неё.
- Памятник защитникам Смоленска. Скульптор Игорь Чумаков. Торжественно открыт в 2015 году к 70-летию Победы в Великой Отечественной войне.